# 青堤乡
青堤乡，是中华人民共和国四川省遂宁市射洪市曾经下辖的一个乡。2019年9月，撤销青堤乡，将其所属行政区域划归沱牌镇管辖。

## 行政区划
青堤乡撤销前下辖以下地区：
目连社区、新黄村、高芦村、光华村、青泉村和青龙村。